# Jack Teixeira
Jack Douglas Teixeira (North Dighton, dezembro de 2001) é um soldado americano da 102ª Ala de Informação da Guarda Nacional Aérea de Massachusetts. Em abril de 2023, após uma investigação sobre a remoção e divulgação de centenas de documentos confidenciais do Pentágono, Teixeira foi detido por agentes do FBI e acusado de retenção e transmissão não-autorizadas de informação de defesa nacional - violação à Lei de Espionagem de 1917 - e remoção e retenção não-autorizadas de documentos ou materiais confidenciais.

## Infância e Juventude
Teixeira nasceu em dezembro de 2001. O seu padrasto é primeiro-sargento reformado da Força Aérea dos Estados Unidos, que trabalhava na Base Conjunta de Cabo Cod, assim como o meio-irmão de Jack. A sua mãe trabalhava numa organização sem fins lucrativos que apoiava militares veteranos.
Teixeira é descendente de portugueses; o seu avô emigrou para os Estados Unidos da ilha de São Miguel, nos Açores.  Em 2020, Teixeira concluíu o ensino secundário na Dighton-Rehoboth Regional High School, mas não compareceu à sua cerimónia de formatura devido a obrigações de formação na Base da Força Aérea de Lackland, no Texas.

## Carreira
Após terminar o ensino secundário, em setembro de 2019 Teixeira alistou-se na 102ª Ala de Informação da Guarda Aérea Nacional de Massachusetts como especialista do Sistema de Ciber-Transporte. Teixeira estava colocado na Base da Guarda Aérea Nacional de Otis, em Cabo Cod. Em julho de 2022, Teixeira foi promovido a aviador de primeira classe. Vários militares dos EUA em postos relacionados com tecnologia ou inteligência, mesmo de patente relativamente baixa, têm acesso a informações confidenciais. Como parte do seu cargo, Teixeira possuía uma credencial de segurança com acesso a informação "Top Secret".

## Alegada Publicação de Material Divulgado
A comunicação social alega que, entre outubro de 2022 e inícios de abril de 2023,  Teixeira terá compartilhado regularmente informações confidenciais num chat intitulado "Thug Shaker Central", na app Discord, transcritas de documentos lidos por Jack ou retirados diretamente da base militar. Os membros da sala de chat alegadamente conversavam e jogavam videojogos em conjunto; segundo o The New York Times, Teixeira foi identificado como o administrador da chatroom. Relatos sobre o tamanho do grupo de chat variam entre cerca de 24 a cerca de 50 membros.
A 28 de fevereiro de 2023, um membro do chatroom postou dezenas de fotos de documentos confidenciais noutros servidores do Discord, incluíndo um servidor associado ao videojogo Minecraft. Quando documentos confidenciais começaram a surgir em canais do Telegram em língua russa, o The New York Times foi o primeiro órgão de comunicação social a noticiar a fuga de informação. A 21 de abril, o mesmo jornal noticiou que uma conta de Discord com caraterísticas semelhantes ao perfil online de Teixeira teria compartilhado resumos escritos de informações confidenciais e provavelmente fotos de documentos numa chatroom de Discord com cerca de 600 membros, entre fevereiro de 2022 e março de 2023.

### Detenção e Acusação
Na manhã de 13 de abril de 2023, o FBI deteve Teixeira na casa da sua mãe em Dighton. No dia seguinte, teve a sua primeira audiência no Tribunal Federal Distrital de Boston perante um magistrado federal. Teixeira foi acusado de dois crimes: (1) violação da Lei de Espionagem de 1917, ao reter e transmitir informações de defesa nacional sem autorização e (2) remoção e retenção não-autorizadas de informação confidencial. As acusações têm pena máxima de 10 e 5 anos de prisão, respetivamente. Um depoimento de apoio de um agente especial da Divisão de Contra-Espionagem do FBI foi anexada à queixa-crime.
Teixeira é representado por defensores públicos federais. A pedido da defesa, a audiência de detenção de Teixeira foi adiada para conceder aos seus advogados mais tempo para analisar o caso, estando agendada para 27 de abril. Teixeira ainda não se declarou como inocente ou culpado.